# داني كلارك
داني كلارك (بالإنجليزية: Danny Clark)‏ هو لاعب كرة قدم أمريكية أمريكي، ولد في 9 مايو 1977 في بلو أيلاند في الولايات المتحدة.

## وصلات خارجية
- داني كلارك على موقع مرجع كرة القدم المحترفة.كوم (الإنجليزية)